# Icthyophaga humilis
L'aquila pescatrice minore (Icthyophaga humilis (S. Müller e Schlegel, 1841)) è un uccello rapace della famiglia degli Accipitridi originario dell'intera regione orientale.

## Descrizione

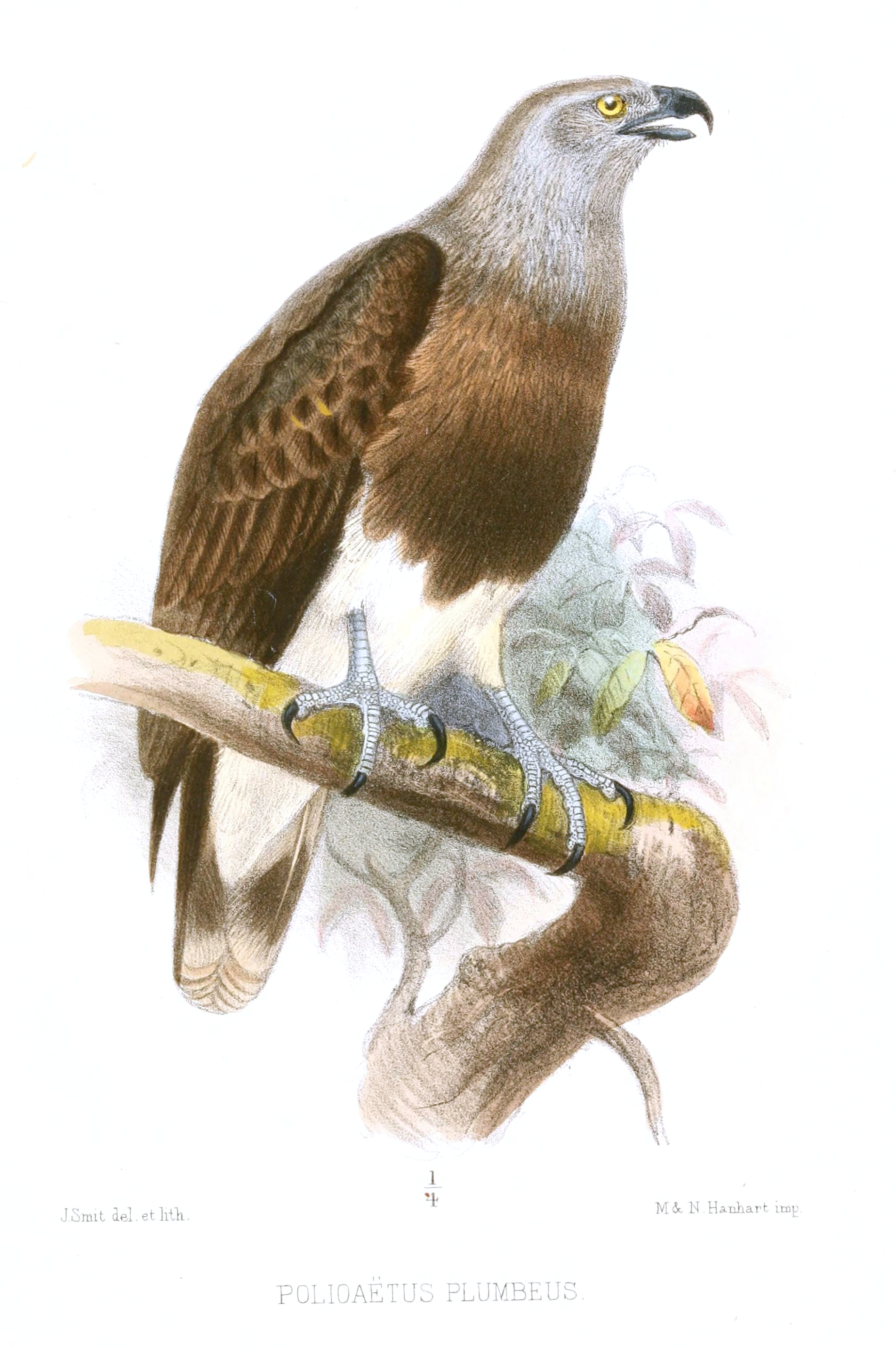

### Dimensioni
Misura 51-68 cm di lunghezza, per un peso di 780-785 g; l'apertura alare è di 120-165 cm.

### Aspetto
Questa piccola aquila pescatrice dal piumaggio bruno-grigiastro si differenzia dall'aquila pescatrice testagrigia (Haliaeetus ichthyaetus) per il fatto di non avere del bianco alla base della coda. Negli adulti, le parti superiori e il petto brunastri contrastano con la testa e il collo, che sono di colore più grigio con striature scure. Le remiganti sono leggermente più scure delle copritrici. La parte superiore della coda è uniformemente marrone. Il ventre e le cosce sono biancastri. L'iride è gialla, la cera marrone. Le zampe sono bianche. Vista dal basso quando è in volo, il colore bianco dell'addome spicca molto chiaramente. Il sottocoda bianco contrasta più o meno con l'estremità scura della coda. Le primarie formano una macchia chiara, che schiarisce un po' la parte inferiore delle ali.
I giovani sono più marroni degli adulti. Sulle loro parti inferiori chiare si trovano talvolta delle leggere striature. Le due sottospecie differiscono tra loro unicamente per le dimensioni. La razza plumbeus che vive nel subcontinente indiano è infatti più grande della razza nominale.

### Voce
Durante la stagione nuziale, gli adulti sono molto rumorosi. All'epoca dell'incubazione, lanciano a intervalli regolari dei richiami forti e lamentosi, specialmente quando uno dei membri della coppia fa ritorno al nido e l'altro cova. Il resto dell'anno, le aquile pescatrici minori sono piuttosto discrete.

## Biologia

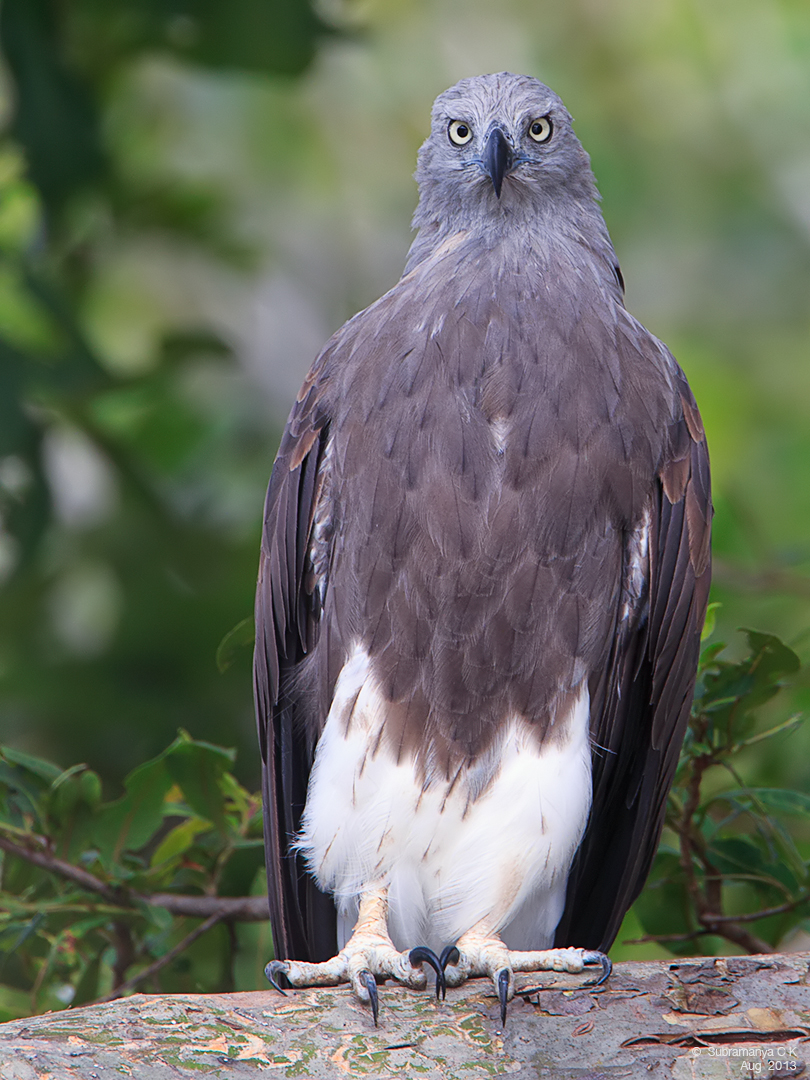
Aquila pescatrice minore sulle sponde del fiume Kaveri (India).

Le aquile pescatrici minori vivono da sole o in coppia. La maggior parte del tempo, stanno appollaiate su alberi morti ai margini di corsi d'acqua tumultuosi, ma capita anche che si insedino appena sotto la volta su un alto ramo che sovrasta il letto ombreggiato di un fiume. Possono anche stabilirsi su una roccia che emerge in mezzo alla corrente. Non appena hanno individuato una preda, le aquile pescatrici minori lasciano il loro posatoio e si abbattono sulla vittima, che afferrano grazie ai loro artigli ricurvi, simili un po' a quelli dei falchi pescatori. Questi rapaci cambiano spesso posatoio e trascorrono molto tempo spostandosi tra i loro luoghi favoriti. Raramente, effettuano il volo planato.

### Alimentazione
Le aquile pescatrici minori si nutrono quasi esclusivamente di pesci che catturano nel corso di brevi sortite che effettuano a partire da un posatoio. Gli esemplari più anziani o quelli più esperti possono trasportare prede che pesano fino a un chilogrammo.

### Riproduzione
La stagione della nidificazione ha luogo da novembre a marzo in Birmania e da marzo a maggio in India e Nepal. Le aquile pescatrici minori costruiscono un nido voluminoso su un albero della foresta, in prossimità di un fiume o di uno specchio d'acqua. Quest'ultimo è collocato tra 2 e 10 metri di altezza dal suolo. Come l'aquila reale, fanno ritorno nello stesso posto per diversi anni consecutivi, aggiungendo rami nuovi e materiali freschi alla costruzione già esistente, così che il nido, già impressionante all'inizio, diventa assolutamente enorme. Piccoli e grandi rami misti a ramoscelli e radici d'erba costituiscono i materiali di base. Erba e foglie verdi vengono sparse sul fondo della struttura e formano uno spesso materasso che protegge le uova.
La covata comprende generalmente 2 o 3 uova, di colore bianco sporco e di forma perfettamente ovale. Il periodo di incubazione dura circa un mese e almeno a quanto sembra i due genitori si alternano nella cova. Durante tutto questo tempo, i legami coniugali sembrano essere molto forti. Il maschio si mostra pieno di attenzioni nei riguardi della compagna. Cinque settimane dopo la schiusa, i giovani non sono ancora in grado di volare. Non abbiamo altre informazioni al riguardo.

## Distribuzione e habitat
Le aquile pescatrici minori frequentano principalmente le rive boscose di fiumi dalla forte portata. Sono presenti anche lungo i corsi d'acqua che si snodano attraverso le colline e ai bordi dei torrenti di montagna. Più raramente, le troviamo in zone più aperte, quali i laghi, circondate da foreste. I loro cugini prossimi, le aquile pescatrici testagrigia, operano una scelta alquanto diversa, prediligendo le acque lente o stagnanti. Tuttavia, in certe regioni, le due specie coesistono. Le aquile pescatrici minori vivono generalmente tra i 200 e i 1000 metri di altitudine, il che non impedisce loro di spingersi in prossimità del livello del mare, come ad esempio a Sulawesi.
Le aquile pescatrici minori vivono nel settore sud-orientale del continente asiatico. Il loro areale, molto vasto, si estende dal Kashmir, nel nord del Pakistan, fino a Buru, un'isola dell'arcipelago delle Molucche in Indonesia, passando per le Grandi Isole della Sonda.

## Tassonomia
Ne vengono ufficialmente riconosciute due sottospecie:
- I. h. plumbeus (Jerdon, 1871), diffusa nella fascia di territorio che dall'India settentrionale (Himachal Pradesh), passando attraverso l'Himalaya, giunge fino alla Birmania e all'Indocina (fatta eccezione per le regioni sud-occidentali); presente, seppur molto rara, ad Hainan;
- I. h. humilis (S. Müller e Schlegel, 1841), diffusa nella penisola malese (a sud del Tenasserim), a Sumatra, nel Borneo, a Sulawesi, nelle isole Sula e a Buru (Molucche meridionali).

## Conservazione
La specie non è minacciata a livello globale. Tuttavia, è rara nel Borneo, a Sumatra e a Sulawesi. In Birmania, dove gode di condizioni favorevoli, è piuttosto diffusa. In India e Nepal, le aquile pescatrici minori sono in diminuzione, probabilmente a causa della sovrapesca, del degrado delle sponde boscose e dell'insabbiamento dei fiumi. Questi rapaci sono colpiti in particolar modo dalla deforestazione, che riduce considerevolmente il numero dei siti di nidificazione..